# Агафія Костянтинівна
Агафія (Ольга) Костянтинівна (нар. після 1328 — пом. по 1386) — ростовська князівна, друга дружина галицько-волинського властеля Дмитра-Любарта. 

## Життєпис
Народилась вона, мабуть, у Ростові. Щодо особи Агафієвого батька існують декотрі розбіжності. Лицевий літописний звід назива її дочкою кн. Костянтина Борисовича й сестриницею московського князя Семена Гордого, однак це суперечить хронології. Тому висувалась версія, що батьком Агафії був Костянтин Васильович, який теж правив у Ростові, але пізніше. Відповідно матір'ю була Марія, донька великого князя Івана I.
У 1349 році вийшла заміж за Любарта, князя Галицько-Волинського. Встановити дітей Агафії від шлюбу з Любартом можна лише ймовірно, оскільки дотепер немає чітких відомостей. І. Порай-Кошиць називає Агафію першою дружиною, а «Історія Російської Церкви» — другою дружиною Любарта. Деякі автори вважають, що Ольга-Агафія була в шлюбі з Андрієм Федоровичем, великим князем Ростовським, проте це сумнівно.

## Родина
- Федір Любартович (бл.1351 — після 1 червня 1431) — Великий князь волинський (1383—1390, 1431)
- Іван (пом. кінець XIV ст.)
- Лазар (пом. після 1386)
- Семен (пом. після 1386)